# Kohei Kiyama
Kohei Kiyama (喜山 康平, Kiyama Kohei) est un footballeur japonais né le 22 février 1988 à Komae. Il évolue au poste de milieu défensif.

## Biographie
Lors de la saison 2015, il joue 33 matchs en première division japonaise avec le club du Matsumoto Yamaga, marquant deux buts.

## Palmarès
- Vice-champion de J-League 2 en 2014 avec le Matsumoto Yamaga